# Marshalltown (Iowa)
Marshalltown város az Amerikai Egyesült Államok Iowa államában, [|[Marshall megye (Iowa)|Marshall megyében]], melynek megyeszékhelye . Lakosainak száma 27 591 fő (2020. április 1.).

## Népesség
A település népességének változása:

| 2010 | 27 552 |
| 2020 | 27 591 |